# Aukrug
Aukrug település Németországban, Schleswig-Holstein tartományban. Lakosainak száma 3971 fő (2023. december 31.).

## Népesség
A település népességének változása:
| Lakosok száma | 2804 | 3811 | 3803 | 3911 | 3953 | 3971 |
|               | 1975 | 2017 | 2019 | 2021 | 2022 | 2023 |